# 陈瑜 (模特)

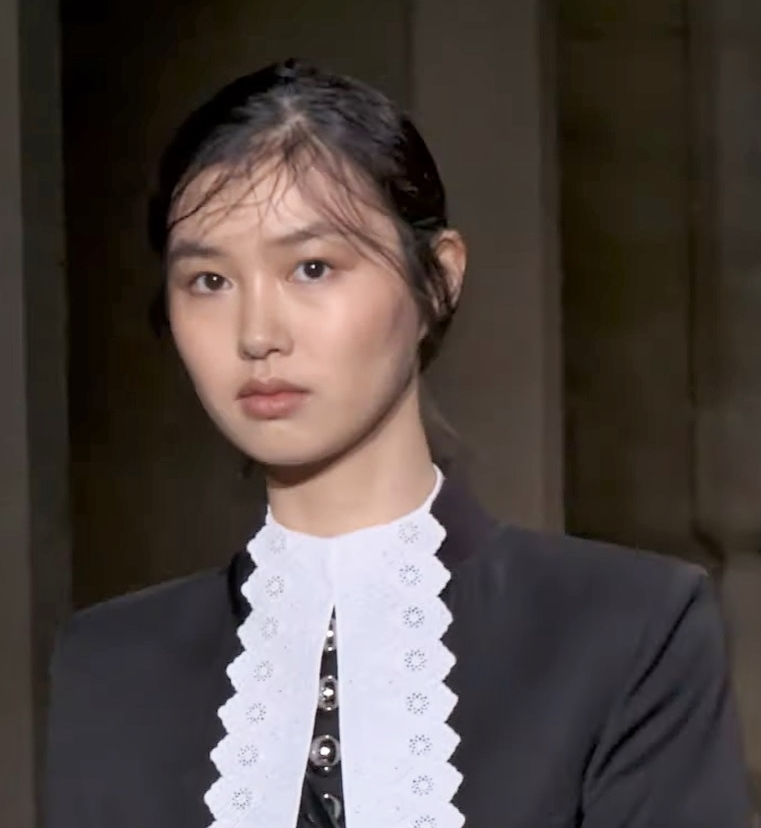
陈瑜

陈瑜（1998年3月4日—）是一位华裔法国模特。

## 早期生活
陈瑜的父母来自中国浙江省温州市，后定居法国，陈瑜出生在巴黎。 
2012年，精英模特经纪公司的星探发现了陈瑜。2013年，陈瑜赢得世界精英模特大赛法國賽區冠军。在深圳市舉辦的總決賽上，她代表法国跻身前15名。后来，她与精英模特经纪公司签订為期3年的合同。

## 生涯
她从2014年9月开始走秀。她也曾在2017和2018年維多利亞的秘密時尚秀上走秀。